# Very Large Ore Carrier

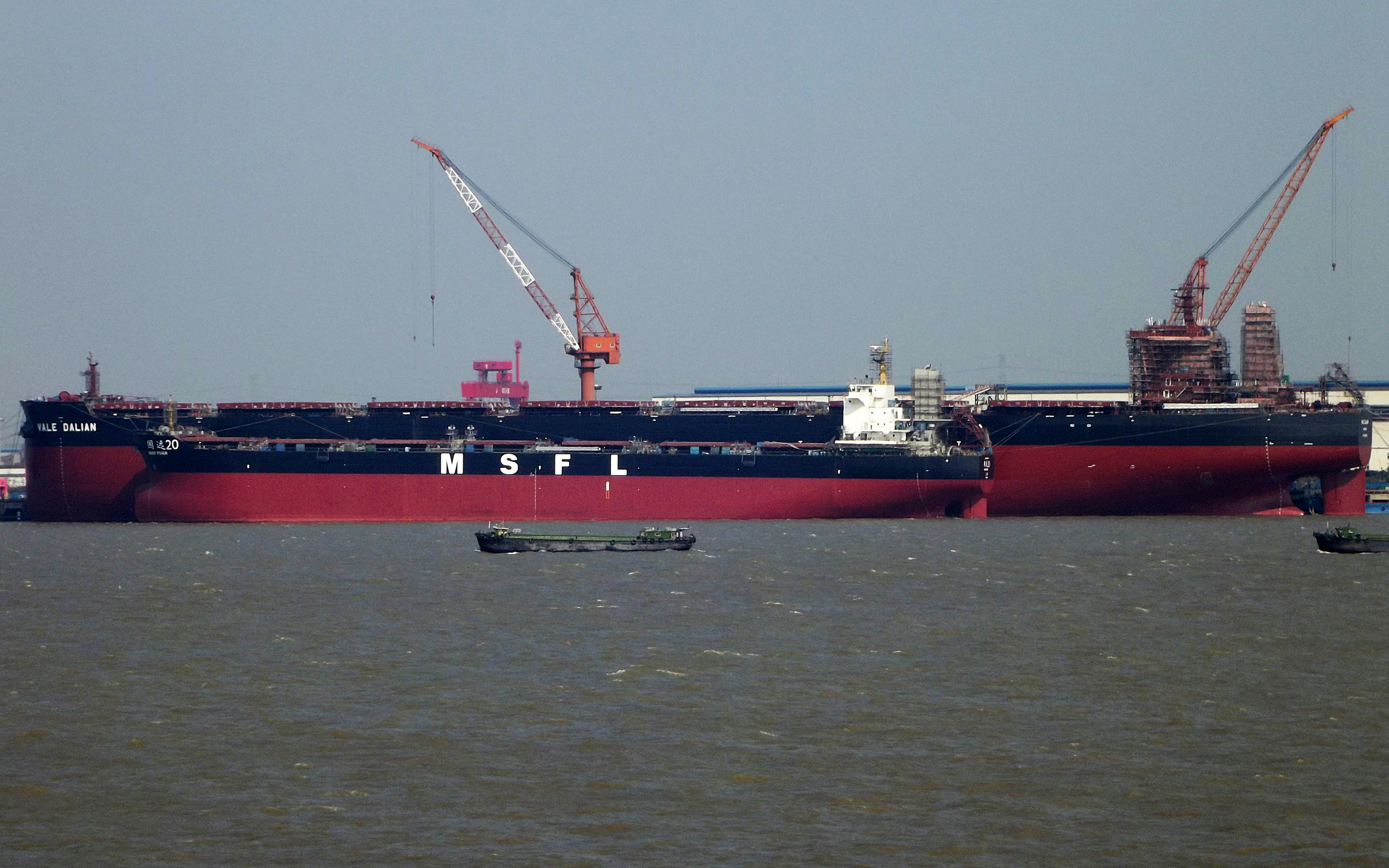
La Valemax Vale Dalian - sullo sfondo - ancora nel cantiere navale

Le navi Very Large Ore Carrier, o VLOC, sono una speciale tipologia di portarinfuse con portata lorda superiore alle 300.000 DWT appositamente realizzate per il trasporto del minerale ferroso.
La Berge Stahl che ha una portata lorda di 360.000 DWT è stata per molti anni la nave più grande e più lunga di questa categoria al mondo. Nel 2011 ha perso questo primato a favore della Vale Brasil, prima nave di una serie di sette vascelli tutti con portata di 400.000 DWT. Questa nave e le sue sorelle sono operate dalla compagnia mineraria brasiliana Vale SA e hanno finito per costituire una nuova classe di navi: la Valemax.